# Lac Kacikokwakamacik
Lac Kacikokwakamacik är en sjö i Kanada.   Den ligger i regionen Laurentides och provinsen Québec, i den sydöstra delen av landet, 240 km norr om huvudstaden Ottawa. Lac Kacikokwakamacik ligger 501 meter över havet. Den ligger vid sjöarna  Lac à la Culotte och Lac Kaikactek.
I omgivningarna runt Lac Kacikokwakamacik växer i huvudsak blandskog. Trakten runt Lac Kacikokwakamacik är nära nog obefolkad, med mindre än två invånare per kvadratkilometer.